# Bogoljub Stanković
Bogoljub Stanković (en serbe cyrillique :  Богољуб Станковић ; né le 1er novembre 1924 à Botoš et mort le 16 mai 2018) est un mathématicien serbe. Il est membre de l'Académie serbe des sciences et des arts et membre de la section de Novi Sad de l'Académie serbe des sciences et des arts.
Son domaine de recherches est l'analyse mathématique.

## Biographie
Né à Botoš près de Zrenjanin, Bogoljub Stanković effectue ses études élémentaires et secondaires à Novi Sad. En juin 1944, alors qu'il est encore au lycée, il est arrêté par la police secrète hongroise et séjourne dans plusieurs camps en Hongrie et en Allemagne ; quand la Seconde Guerre mondiale se termine, il était enfermé au camp de concentration de Dachau.
En 1945, il commence des études de mathématiques à la faculté de philosophie de l'université de Belgrade ; en 1949, il y obtient un baccalauréat universitaire ès sciences. Lors de sa dernière année à cette faculté, il obtient une récompense de l'Académie serbe des sciences et des arts. Au cours de ses études, il a travaillé à la construction des lignes de chemin de fer Brčko–Banovići et Šamac–Sarajevo. En 1949, Bogoljub Stanković est élu professeur assistant à l'Institut de mathématiques de l'Académie serbe des sciences et des arts ; il y obtient un doctorat en 1954.
En 1954, la faculté de philosophie de Novi Sad est créée, avec un département de mathématiques. Bogoljub Stanković est désigné pour en être l'un des premiers professeurs, avec comme tâche d'organiser la section. En 1959, il est élu professeur associé puis, en 1964, professeur de plein droit de cette faculté. À partir de 1969, il est professeur à la faculté de sciences naturelles et de mathématiques de l'université de Novi Sad, nouvellement créée. Il prend sa retraite en 1990.
En 1963, il est élu membre correspondant de l'Académie serbe des sciences et des arts et, en 1972, il devient membre de plein droit de cette académie. En 1979, il est élu membre de l'Académie des sciences et des arts de Voïvodine et en devient le premier président,.
Marié et père de deux filles, il parle anglais et français couramment et a des notions d'allemand, de russe et de hongrois.

## Récompenses et honneurs
Parmi les honneurs reçus par Bogoljub Stanković, on peut citer :
- l'ordre du Mérite pour le peuple (1965) ;
- l'ordre du Travail (1973) ;
- l'ordre de la Fraternité et de l'unité (1979) ;
- l'ordre national du Mérite (France).